# Bonaventura Bassegoda i Hugas
Bonaventura Bassegoda i Hugas (Barcelona, 5 de febrero de 1954) es un historiador del arte. 

## Trayectoria
Licenciado en Historia del Arte por la Universidad Autónoma de Barcelona en 1976, se doctoró en 1988 con una tesis sobre Francisco Pacheco, dirigida por Joaquín Yarza Luaces. Ha sido director del Gabinete de Dibujos y Grabados del Museo Nacional de Arte de Cataluña (1991-1993), miembro de la junta directiva del Comité Español de Historia del Arte (1994-2004), gestor de arte de la Subdirección General de Proyectos de Investigación del Ministerio de Educación y Ciencia (2004-2007) y miembro del patronato de la Fundación Instituto Amatller de Arte Hispánico (desde 2014). Codirige, con Francesc Fontbona, el proyecto Diccionario de Historiadores del Arte Catalán, Valenciano y Balear del Instituto de Estudios Catalanes. Es miembro del Consejo Asesor Internacional de las revistas Goya. Revista de Arte; De Arte. Revista de Historia del Arte, de la Universidad de León, y Cuadernos de Arte e Iconografía de la Fundación Universitaria Española. Ha publicado, entre otros, La cueva de San Ignacio (1994), El Escorial como museo: La decoración pictórica mueble en el monasterio de El Escorial desde Diego Velázquez hasta Frédéric Quilliet (1809)  (2002) y José Puiggarí Llobet (1821-1903), primer estudioso del patrimonio artístico, discurso de ingreso en la Real Academia Catalana de Bellas Artes de San Jorge de Barcelona (2012).
Fue comisario de la exposición La colección Raimon Casellas. Dibujos y grabados del Barroco al Modernismo del Museo de Arte de Cataluña (1992), celebrada en Barcelona y en Madrid, fruto de su etapa de responsable de los dibujos y grabados del Museo Nacional de Arte de Cataluña. Se ha dedicado intensamente al estudio del Barroco y especialmente al del fenómeno del coleccionismo, sobre el que ha dirigido trabajos y cursos, y sobre el que ha publicado monografías como Coleccionistas, colecciones y museos: episodios de la historia del patrimonio artístico de Cataluña (2007). Igualmente ha destacado como especialista en la figura del canónigo valenciano del siglo XVII Vicente Victoria, pintor grabador y coleccionista.
En 2011 fue elegido miembro numerario de la Real Academia Catalana de Bellas Artes de Sant Jorge. Desde junio de 2017 es miembro numerario de la Sección Histórico-Arqueológica del Instituto de Estudios Catalanes.